# Afroamericans estatunidencs a França

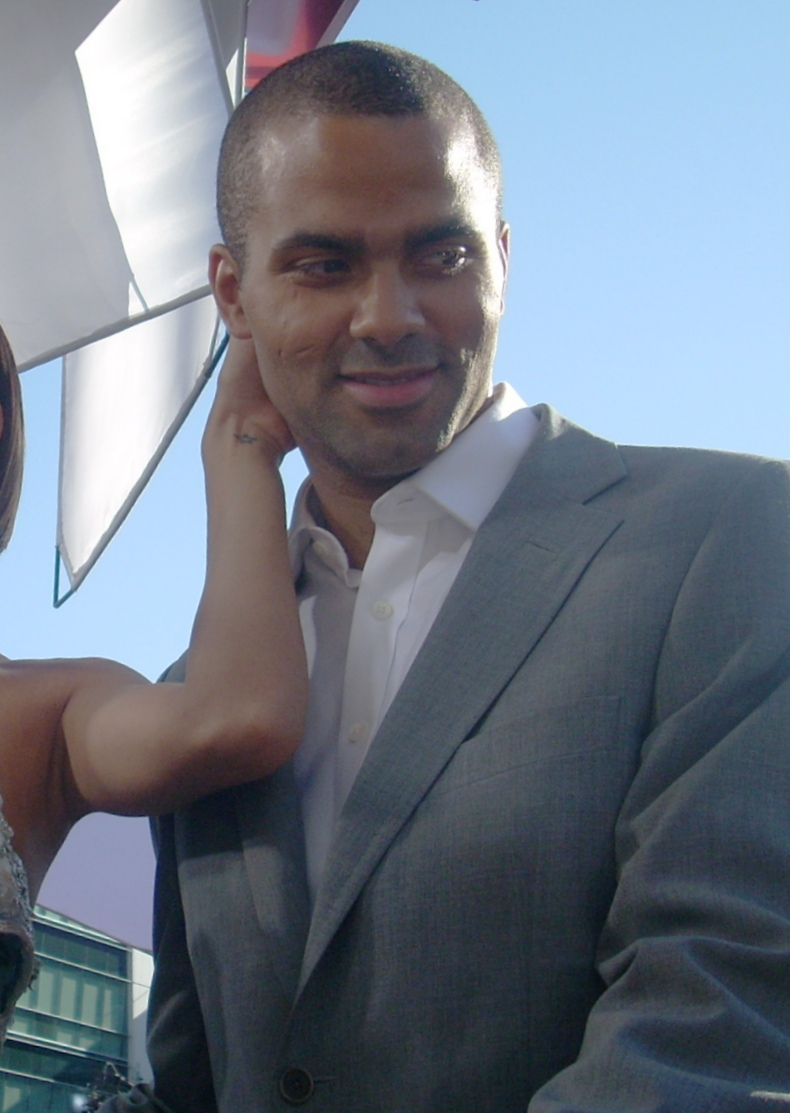
Tony Parker

Els afroamericans estatunidencs a França són les persones que formen part del col·lectiu afroamericà dels Estats Units i que han emigrat a l'estat francès i els seus descendents.

## Emigració d'afroamericans estatunidencs a França
Els afroamericans estatunidencs, descendents dels antics esclaus africans de l'època colonial, han viscut i treballat a França des del segle xix. Per exemple, després de la venda de Louisiana als Estats Units, el 1803, uns 50.000 negres lliures van anar a França, sobretot a París. Aquesta capital va veure els inicis d'una comunitat afroamericana provinent dels Estats Units, sobretot després de la Primera Guerra Mundial, quan uns 200.000 afroamericans van participar en aquest esdeveniment bèl·lic. Un 9% d'aquests provenien d'Amèrica del Sud. Molts negres que van participar en la I Guerra Mundial van decidir quedar-se a França després que fossin ben rebuts pels francesos i altres els van seguir. França era vist per molts afroamericans estatunidencs com un lloc on eren ben rebuts, després dels incidents de racisme als Estats Units. Fou durant aquesta època quan es va introduir el jazz a França i quan va néixer una cultura negra a París. Músics, artistes i escriptors del Renaixement de Harlem afroamericans van establir una comunitat centrada a Montmartre, on hi havia clubs de jazz, com Le Grand Duc, Chez Florence i Bricktop's thriving. La Segona Guerra Mundial fou una altra època que va marcar a aquesta comunitat. La invasió nazi de París, al juny del 1940, va significar la supressió de la influència "corruptora" del jazz a la capital francesa i es va empresonar als afroamericans que romanien a París. La majoria d'estatunidencs, tant els blancs com els negres, van abandonar París.

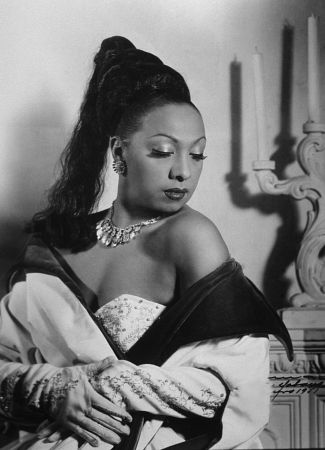
Josephine Baker, 1950

Els trasbalsos polítics que van provocar el Moviment pels Drets Civils dels Afroamericans i les protestes contra la Guerra del Vietnam als Estats Units foren seguits a França. William Gardner Smith, un afroamericà que treballava en una agència de notícies, va reportar els esdeveniments del Maig del 1968. Molts negres donaven suport a aquest moviment, que va provocar un gran trasbals a tot l'estat francès. Quan l'ordre fou establert, a França es va observar un increment de les tendències repressores, sobretot per part de la policia i les autoritats d'immigració. Els negres tot sovint eren assenyalats i eren sospitosos, pel que moltes vegades se'ls deportava. Tot i això, van romandre afroamericans estatunidencs a París fins a l'actualitat. A pesar de l'evidència del racisme de la societat francesa, els negres estatunidencs sovint han trobat que la ciutadania americana és més determinant que el color de la pell. A més a més, la presència de noves poblacions d'africans i caribenys ofereix als afroamericans estatunidencs un intercanvi d'experiències que ha conduït a unes formes noves de la cultura negra.

## Persones notables a França amb ancestres afroamericans estatunidencs

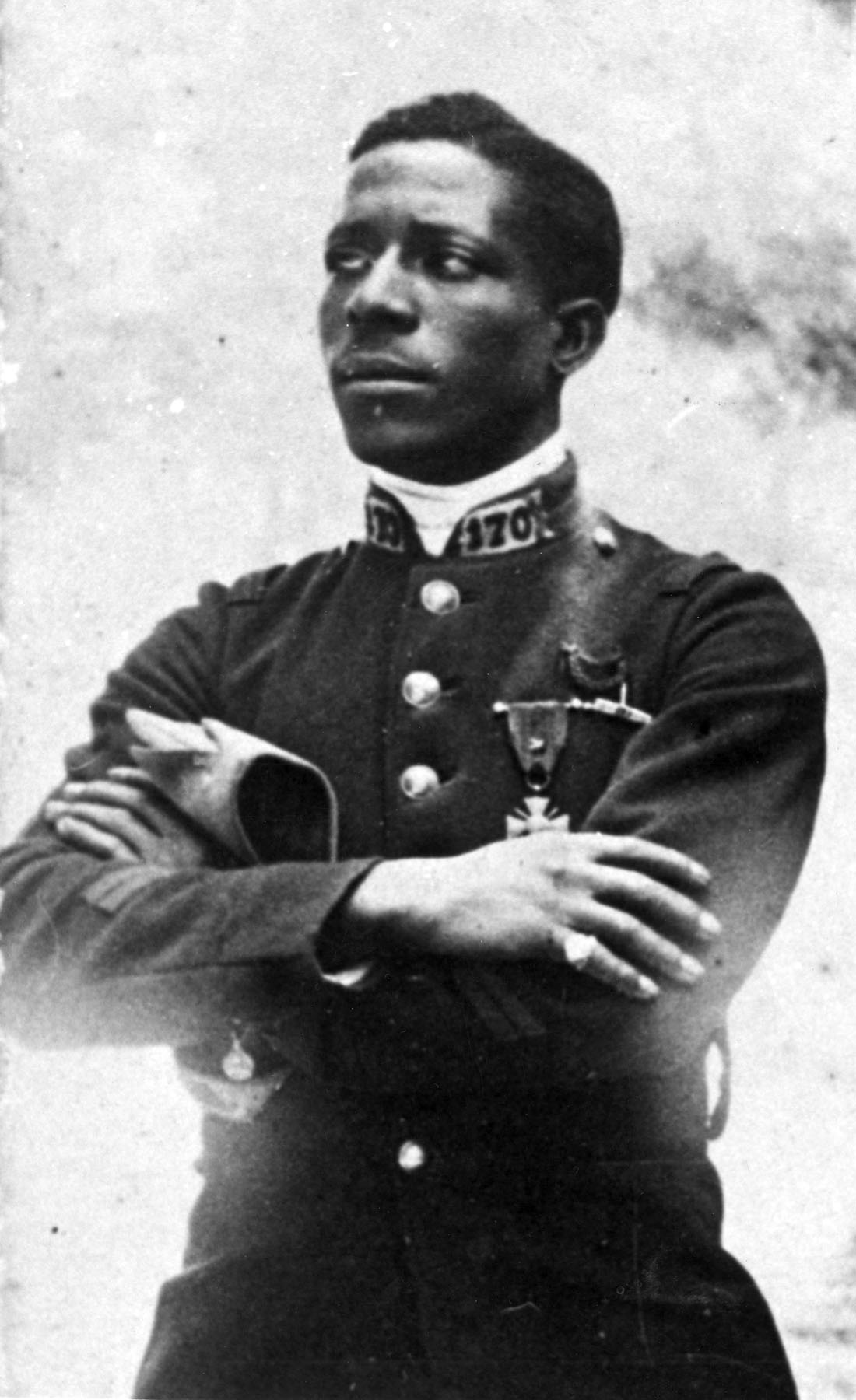
Eugene Bullard

- Tony Parker, basquetbolista professional de la NBA, que juga als San Antonio Spurs.
- Josephine Baker, actriu.
- Eugene Bullard, primer pilot militar negre del món
- Richard Wright, novel·lista, escriptor de contes i de no-ficció.
- Victor Séjour, dramaturg.
- Henry Ossawa Tanner, pintor.
- André Action Diakité Jackson, industrial dels diamants.
- Arthur Briggs, músic de jazz.
- Marcus Brown, basquetbolista.
- J. Alexander, model.
- Ada "Bricktop" Smith, ballarina, cantant de vodevils.
- Dominique Wilkins, jugador de la NBA.
- Melvin Sanders, basquetbolista professional.
- Barbara Chase-Riboud, novelista, poeta, escultor i artista visual.

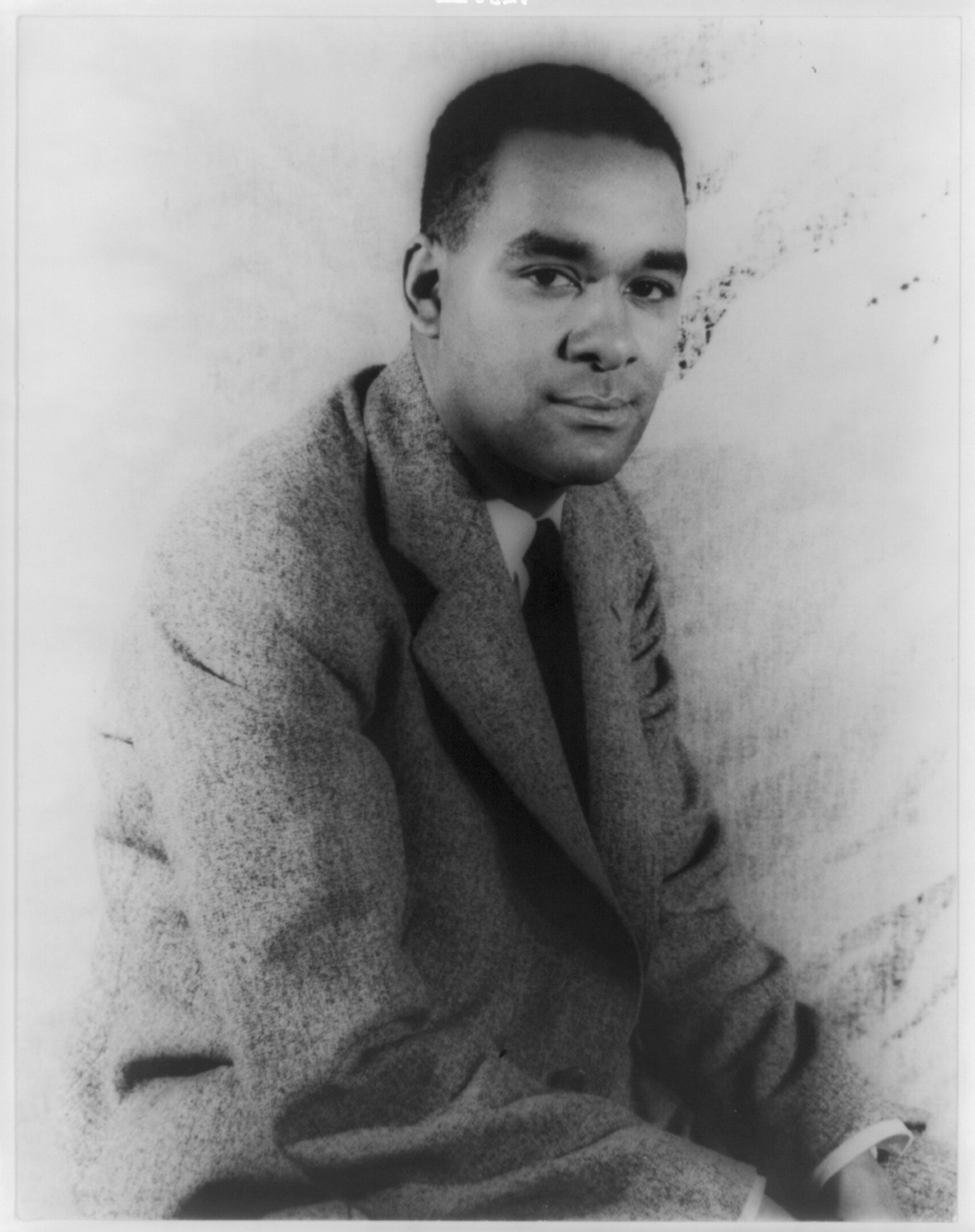
Richard Wright

- Carole Fredericks, cantant.
- Johnny Griffin, saxofonista.
- Chloe Mortaud, Miss França, 2009.
- Mya Frye Coreògraf.